# مارو (جورجیا)
مارو، جورجیا (به انگلیسی: Morrow, Georgia) یک شهر در ایالات متحده آمریکا با جمعیت ۶٬۴۴۵ نفر است که در جورجیا واقع شده‌است.

## موقعیت جغرافیایی
موقعیت جغرافیایی شهرها و مناطق اطراف به شرح زیر است: